# 水戸招待陸上
水戸招待陸上（みとしょうたいりくじょう）は、例年5月に茨城県水戸市の水戸市立競技場で開催される陸上競技大会である。通称は水戸招待。

## 概要
旧水戸市立競技場で行われた「水戸国際陸上競技大会」が同スタジアムの改築に伴い一旦2004年に廃止されたが、水戸市市制施行120周年事業の一環として水戸市立競技場が改修され、その竣工記念として2009年11月3日に高橋尚子・チームＱランニングクリニック、水戸市陸上競技大会と併せて開催された。翌年以降も水戸市陸上競技大会と併せて開催されているが、開催時期は2012年から5月に移った。
2018年から日本グランプリシリーズの1つに格上げされた。グランプリ種目は男女の走高跳、棒高跳、走幅跳、円盤投。

## グランプリ種目と大会記録

### 男子
| 種目   | 記録  | 選手      | 所属               | 年   |
| ------ | ----- | --------- | ------------------ | ---- |
| 走高跳 | 2m24  | 赤松 諒一 | 岐阜大学           | 2019 |
| 棒高跳 | 5m60  | 澤野大地  | 千葉陸協           | 2010 |
| 走幅跳 | 8m04  | 山川夏輝  | 東武トップツアーズ | 2019 |
| 円盤投 | 56m69 | 湯上剛輝  | トヨタ自動車       | 2019 |

### 女子
| 種目   | 記録  | 選手        | 所属             | 年   |
| ------ | ----- | ----------- | ---------------- | ---- |
| 走高跳 | 1m75  | 京谷 萌子   | 北海道ハイテクAC | 2019 |
| 走高跳 | 1m75  | 高橋 渚     | 日本大学         | 2019 |
| 棒高跳 | 4m20  | 仲田愛      | 水戸信用金庫     | 2015 |
| 走幅跳 | 6m43  | 平加有梨奈  | 北翔大学         | 2013 |
| 円盤投 | 49m99 | 辻川 美乃利 | 筑波大学         | 2019 |